# Байрамов, Камал Бахрам оглы
Камал Бахрам оглы Байрамов (азерб. Kamal Bəhram oğlu Bayramov; 15 августа 1985, Товуз, Азербайджан) — азербайджанский футболист, вратарь клуба «Шамахы».

## Клубная карьера

### Чемпионат
Воспитанник товузской школы футбола Камал Байрамов свою профессиональную карьеру футболиста начал в 2001 году с выступления в составе бакинского «Нефтчи», в составе которого провел два года. Однако в дальнейшем, из-за полученной серьёзной травмы, оставил футбол на 5 лет.
Возвращение футболиста состоялось в 2007 году, когда Байрамов подписал контракт с сальянской «Муганью». Став победителем первой лиги, провинциальный клуб получил право выступать в премьер-лиге.
27 мая 2011 года подписал двухлетний контракт с клубом премьер-лиги «Хазар-Ленкорань», который был расторгнут по взаимной договоренности в декабре 2012 года, во время зимнего трансферного окна. За прошедший период футболист провел в составе «кораблестроителей» 8 игр и пропустил 15 мячей.
В начале 2013 года переходит в ряды товузского «Турана», где проводит пол сезона. 22 августа 2013 года подписывает годовой контракт с клубом премьер-лиги «Ряван» Баку.
В 2014 году переходит в состав дебютанта Премьер-Лиги — ФК «Араз-Нахчыван», где проводит 10 игр. В конце 2014 года становится игроком бакинского АЗАЛа.

### Кубок
Всего в Кубке Азербайджана провел 5 игр, 3 из которых будучи игроком товузского «Турана».

## Лига Европы УЕФА
Дважды, в сезонах 2011/2012 и 2012/2013 был в заявке ФК «Хазар-Ленкорань» для участия в квалификационных матчах Лиги Европы УЕФА.

## Достижения
- 2008 год — победитель первого дивизиона в составе ФК «Мугань» (Сальяны).

## Семья
Женат, имеет 3 сыновей